# Melanie Rawn
Melanie Robin Rawn (* 1954 in Santa Monica, Kalifornien) ist eine US-amerikanische Autorin, Historikerin und Lehrerin. Bevor sie sich gänzlich dem Schreiben widmete, studierte sie Geschichte am Scripps College und arbeitete als Lehrerin und Lektorin / Redakteurin.
In den 1980er Jahren verfasste Rawn in ihrer Freizeit erste Fantasy-Manuskripte, aus denen die Dragon Prince Trilogy entstand. Anfang der 1990er Jahre begann sie mit der Dragon Star Trilogy. Mitte der 1990er Jahre folgte der Auftakt zur Exiles-Trilogy.

## Werk

### Drachen

#### Drachenprinz-Saga (Dragon Prince Trilogy)
- Vol. 1: Dragon Prince, 1988

Band 1: Das Gesicht im Feuer, Goldmann, 1992, ISBN 3-442-24556-7
Band 1: Das Gesicht im Feuer, Blanvalet, 2000, ISBN 3-442-24556-7
Band 2: Die Braut des Lichts, Goldmann, 1992, ISBN 3-442-24557-5
Band 1 + Band 2: Sonnenläufer, Blanvalet 5/2011
- Vol. 2: The Star Scroll, 1989

Band 3: Das Band der Sterne, Goldmann, 1992, ISBN 3-442-24558-3
Band 3: Das Band der Sterne, Blanvalet, 2000, ISBN 3-442-24558-3
Band 4: Der Schatten des Bruders, Goldmann, 1993, ISBN 3-442-24559-1
Band 3 + Band 4: Mondläufer, Blanvalet 1/2012
- Vol. 3: Sunrunner's Fire, 1990

Band 5: Die Flammen des Himmels, Goldmann, 1993, ISBN 3-442-24560-5
Band 5: Die Flammen des Himmels, Blanvalet, 2000, ISBN 3-442-24560-5
Band 6: Der Brand der Wüste, Goldmann, 1993, ISBN 3-442-24561-3
Band 6: Der Brand der Wüste, Blanvalet, 2001, ISBN 3-442-24561-3
Band 5 + Band 6: Sternenläufer, Blanvalet 4/2012

#### Dragon Star Trilogy
- Vol. 1: Stronghold, 1991
- Vol. 2: The Dragon Token, 1993
- Vol. 3: Skybowl, 1994

### Exiles
- Vol. 1: The Ruins of Ambrai, 1994
- Vol. 2: The Mageborn Traitor, 1997

### Die Chronik des Goldenen Schlüssels (The Golden Key)
Hierbei handelt es sich nicht um einen Zyklus, sondern um einen einzelnen Roman, der bei der Übersetzung ins Deutsche in drei Teile zerlegt wurde.
- The Golden Key, mit Jennifer Roberson und Kate Elliott, 1996

Band 1: Das Bildnis der Unsterblichkeit, Goldmann, 1997, ISBN 3-442-24649-0
Band 2: Die Farben der Unendlichkeit, Goldmann, 1997, ISBN 3-442-24792-6
Band 3: Zeit der Wiederkunft, Goldmann, 1998, ISBN 3-442-24793-4

### Einzelromane
- The Rushden Legacy, als Ellen Randolph, 1985
- Knights of the Morningstar, 1994
- Spellbinder, 2006
- The Diviner, 2011